# José Carlos da Silva José
José Carlos da Silva José eller bare José Carlos (født 22. september 1941 i Vila Franca de Xira (en), død 26. april 2025) var en portugisisk fodboldspiller (forsvarer).
José Carlos spillede på klubplan primært hos hovedstadsklubben Sporting Lissabon, hvor han var tilknyttet mellem 1962 og 1974. Her var han med til at vinde tre portugisiske mesterskaber og fire pokaltitler. Han var også en del af klubbens triumf i Pokalvindernes Europa Cup i 1964. Her spillede han begge finalekampene mod ungarske MTK Budapest.
José Carlos spillede, mellem 1961 og 1971, 36 kampe for Portugals landshold. Han var en del af det portugisiske hold, der vandt bronze ved VM i 1966 i England. Han var på banen i to af portugisernes kampe i turneringen, heriblandt bronzekampen mod Sovjetunionen.